# Георги Велев (литератор)
Вижте пояснителната страница за други личности с името Георги Велев.
Георги Костадинов Велев е български литературен изследовател, журналист, редактор.

## Биография
Георги Велев е роден в Казанлък, България на 1 ноември 1952 г. Когато е на 3 години, семейството му се премества в Пловдив, където завършва средно образование. През 1980 г. завършва Българска филология в Софийския университет „Св. Климент Охридски“. Работи като преподавател по български език, редактор в Агенция „София прес“, списание „Септември“, списание „Летописи“, а след повсеместното изчезване на литературни списания започва да работи като учител.
Занимава се с литературни изследвания, написал е много статии за български списания и вестници. Издава и няколко книги.

## Книги
- „Геният... премълчаното. 150 години след рождението на Христо Ботев“ (1997) ИК „Тилиа“
- „Непрочетената „Илиада“ (2010) ИК „Симолини“
- „Посланието Побити камъни“ (2011), ИК „Данграфик“
  - издадена и на английски: „The Message Pobiti kamani. Fossil Forest“ (2013) ИК „Propeller Publishing”
- „Достоевски. Шекспир. Приключения зад сцената“ (2016) ИК „Пчелин“
- „Български литературни загадки: Елин Пелин, Йордан Йовков, Емилиян Станев“ (2018) ИК „Гея-Либрис“
- „The Alexandrian 'Iliad'“ (2019)